# 1613
Il 1613 (MDCXIII in numeri romani) è un anno  del XVII secolo.

## Eventi
- 20 gennaio – Trattato di Knäred: Termina il conflitto tra Svezia e Danimarca, col sostanziale ritorno alla situazione geopolitica stabilita nel Trattato di Stettino (1570).
- 7 febbraio – Michele Romanov viene eletto Zar di Russia. Dà inizio alla dinastia dei Romanov, che regnerà fino al 1917.
- Aprile – Inizia la Prima guerra del Monferrato in seguito a una crisi di successione nata nell'omonimo ducato.
- 22 aprile – Alba è assalita dai francesi e il vescovo Pendasio è prelevato dalla chiesa, percosso e condotto oltraggiosamente per le strade della città.
- 29 giugno – Un incendio distrugge a Londra il Globe Theatre.
- Galileo Galilei scrive la celebre lettera a Benedetto Castelli, in cui riconosce la superiorità teologica ma non scientifica della Chiesa cattolica.

## Nati

### Gennaio
- 6 gennaio - Reynaud Levieux, pittore francese († 1699)
- 15 gennaio - Giovanni Pietro Bellori, scrittore, antiquario e storico dell'arte italiano († 1696)
- 21 gennaio - George Gillespie, teologo scozzese († 1648)

### Febbraio
- 2 febbraio - Noël Chabanel, religioso, missionario e santo francese († 1649)
- 7 febbraio - Johannes Musaeus, teologo tedesco († 1681)
- 9 febbraio - Hartmann III del Liechtenstein, principe e militare austriaco († 1686)
- 25 febbraio - Mattia Preti, pittore italiano († 1699)

### Marzo
- 5 marzo - Maria Pico della Mirandola, nobile italiana († 1682)
- 6 marzo - Stefano Gradi, scienziato, filosofo e poeta dalmata († 1683)
- 12 marzo - André Le Nôtre, architetto del paesaggio francese († 1700)
- 29 marzo - Louis-Isaac Lemaistre de Sacy, teologo, biblista e umanista francese († 1684)

### Aprile
- 1º aprile - Giulio Bartolocci, ebraista e monaco cristiano italiano († 1687)
- 1º aprile - Charles de Marguetel de Saint-Denis de Saint-Evremond, scrittore francese († 1703)
- 7 aprile - Gerrit Dou, pittore olandese († 1675)
- 17 aprile - Agostino Coltellini, letterato italiano († 1693)
- 19 aprile - Christoph Bach, musicista tedesco († 1661)
- 20 aprile - Urbano Chevreau, scrittore francese († 1701)

### Maggio
- 6 maggio - Éléonore de Bergh, nobile belga († 1657)
- 9 maggio - Mattias de' Medici, nobile e militare italiano († 1667)
- 21 maggio - Giacomo Boncompagni, III duca di Sora, nobile e militare italiano († 1636)
- 31 maggio - Giovanni Giorgio II di Sassonia, nobile tedesco († 1680)

### Giugno
- 13 giugno - Giovanni Ernesto di Hanau-Münzenberg-Schwarzenfels, conte tedesco († 1642)
- 16 giugno - John Cleveland, poeta inglese († 1658)
- 17 giugno - Amedeo di Castellamonte, architetto italiano († 1683)

### Luglio
- 5 luglio - Jean-François Niceron, scienziato francese († 1646)
- 7 luglio - Carlo Rosa, pittore italiano († 1678)
- 15 luglio - Gu Yanwu, scrittore e filologo cinese († 1682)
- 16 luglio - Alderano Cybo-Malaspina, cardinale italiano († 1700)
- 28 luglio - Diego Zapata de Mendoza y Sidonia, politico e nobile spagnolo († 1674)

### Agosto
- 7 agosto - Guglielmo Federico di Nassau-Dietz, nobile olandese († 1664)
- 15 agosto - Gilles Ménage, poeta, saggista e grammatico francese († 1692)
- 20 agosto - Baccio Aldobrandini, cardinale italiano († 1665)
- 20 agosto - Elisabetta Sofia di Meclemburgo-Güstrow, nobildonna e compositrice tedesca († 1676)

### Settembre
- 3 settembre - Félix Vialart de Herse, vescovo cattolico francese († 1680)
- 8 settembre - Henri Albert de La Grange d'Arquien, cardinale francese († 1707)
- 15 settembre - François de La Rochefoucauld, scrittore, filosofo e aforista francese († 1680)
- 20 settembre - Jean-François Paul de Gondi, cardinale, arcivescovo cattolico e scrittore francese († 1679)
- 25 settembre - Claude Perrault, medico e architetto francese († 1688)
- 28 settembre - Simeone Difnico, vescovo cattolico italiano († 1661)

### Ottobre
- 13 ottobre - Luisa di Guzmán, nobile portoghese († 1666)
- 13 ottobre - Carlo Ferdinando Vasa, vescovo cattolico polacco († 1655)
- 18 ottobre - Giovanni Bernardo di Lippe-Detmold, nobile tedesco († 1652)
- 19 ottobre - Carlo da Sezze, religioso italiano († 1670)

### Novembre
- 5 novembre - Isaac de Benserade, poeta e librettista francese († 1691)
- 11 novembre - Donato Calvi, letterato e religioso italiano († 1678)
- 13 novembre - Giovanni Lucido Cattaneo, vescovo cattolico italiano († 1685)
- 16 novembre - Federico di Anhalt-Harzgerode, nobile († 1670)
- 25 novembre - Filippo VII di Waldeck-Wildungen, nobile tedesco († 1645)

### Dicembre
- 19 dicembre - Johannes Ykens, pittore e scultore fiammingo
- 23 dicembre - Carl Gustaf Wrangel, generale svedese († 1676)

### Senza giorno specificato
- Balthasar Ableithner, scultore tedesco († 1705)
- Jacques d'Arthois, pittore fiammingo († 1686)
- Dietrich Becker, violinista e organista tedesco († 1679)
- Brigida Bianchi, attrice teatrale italiana († 1703)
- Giovanni Bichi, ammiraglio italiano († 1678)
- Giovanni Antonio Borrelli, matematico e fisico italiano († 1679)
- Giovanni Maria Bottalla, pittore italiano († 1644)
- Samuel Butler, scrittore britannico († 1680)
- Francesco Caracciolo, VII duca di Martina, militare e nobile italiano († 1655)
- Juan Cardenas, teologo spagnolo († 1684)
- Giulio Carpioni, pittore e incisore italiano († 1678)
- Chetthathirat, sovrano siamese († 1630)
- Chérubin d'Orléans, fisico francese († 1697)
- Pietro Antonio Corradi, architetto italiano († 1683)
- Marion Delorme, francese († 1650)
- Gaspar van Eyck, pittore fiammingo († 1674)
- Margaret Feilding, nobildonna scozzese († 1638)
- Carlo Gualterio, cardinale e arcivescovo cattolico italiano († 1673)
- Bartholomeus van der Helst, pittore olandese († 1670)
- Khushal Khan Khattak, poeta e scrittore afghano († 1689)
- François Le Vau, architetto francese († 1676)
- Domenico Locatelli, attore teatrale italiano († 1671)
- Giovan Battista Montini, pittore italiano († 1673)
- Panagiotis Nikousios, medico ottomano († 1673)
- Bertrand d'Ogeron de La Bouëre, militare francese († 1676)
- Lorenzo Penna, compositore e teorico musicale italiano († 1693)
- Simon Renard de Saint-André, pittore francese († 1677)
- Giovanni Antonio Rigatti, compositore italiano († 1648)
- Johan Sinnich, teologo irlandese († 1668)
- Giovan Battista Spinelli, pittore italiano († 1658)
- Jeremy Taylor, religioso inglese († 1667)
- Henry Vane il Giovane, politico e teologo inglese († 1662)
- Odoardo Vecchiarelli, cardinale e vescovo cattolico italiano († 1667)
- Gerolamo Visconti, vescovo cattolico italiano († 1670)
- Philip Wharton, IV barone Wharton, politico inglese († 1686)
- Thomas Willeboirts Bosschaert, pittore, disegnatore e incisore olandese († 1654)
- Anne de Noailles, nobile e ufficiale francese († 1678)

## Morti

### Gennaio
- 2 gennaio - Salima Sultan Begum, principessa e poetessa indiana (n. 1539)
- 4 gennaio - Giuliano Cesarini, nobile italiano (n. 1572)
- 18 gennaio - Regina Protmann, religiosa tedesca (n. 1552)
- 19 gennaio - Giovanni Andrea Caligari, vescovo cattolico e diplomatico italiano (n. 1527)
- 20 gennaio - Ercole Abbati, pittore italiano (n. 1573)
- 27 gennaio - Anna di Sassonia, nobildonna tedesca (n. 1567)

### Febbraio
- 8 febbraio - Shinjō Naoyori, militare giapponese (n. 1538)
- 11 febbraio - Guido Mazenta, nobile e politico italiano
- 14 febbraio - Giovanni Battista della Concezione, religioso spagnolo (n. 1561)
- 16 febbraio - Mikalojus Daukša, presbitero, umanista e letterato lituano
- 22 febbraio - Girolamo Brunelli, insegnante e traduttore italiano (n. 1549)
- 27 febbraio - Pietro Fachetti, pittore e incisore italiano (n. 1539)
- 28 febbraio - Lupercio Leonardo de Argensola, poeta, drammaturgo e storico spagnolo (n. 1559)

### Marzo
- 9 marzo - Giovanni Battista Bassano, pittore italiano (n. 1553)
- 15 marzo - Juan Fernández de Velasco, politico e diplomatico spagnolo
- 16 marzo - Ikeda Terumasa, militare giapponese (n. 1565)
- 26 marzo - Bartolomeo Dionigi, traduttore e religioso italiano (n. 1544)
- 27 marzo - Zsigmond Báthory, nobile rumeno (n. 1572)
- 27 marzo - Monserrat Rosselló, giurista spagnolo (n. 1568)

### Aprile
- 8 aprile - Giovanni Finetti, avvocato e giurista italiano (n. 1529)
- 10 aprile - Aoyama Tadanari, militare giapponese (n. 1551)
- 14 aprile - Giovanni Francesco Leone, vescovo cattolico italiano (n. 1543)

### Maggio
- 15 maggio - Urbano Monti, geografo e cartografo italiano (n. 1544)
- 16 maggio - Jerzy Mniszech, drammaturgo e filosofo polacco (n. 1548)
- 19 maggio - Domenico Bollani, vescovo cattolico italiano (n. 1552)

### Giugno
- 13 giugno - Ōkubo Nagayasu, militare giapponese (n. 1545)
- 15 giugno - Cigoli, pittore, architetto e scultore italiano (n. 1559)
- 16 giugno - Jakob Christmann, astronomo e orientalista tedesco (n. 1554)
- 22 giugno - Antonino Spatafora, pittore, architetto e cartografo italiano

### Luglio
- 2 luglio - Bartholomaeus Pitiscus, matematico, astronomo e teologo tedesco (n. 1561)
- 10 luglio - Giulio Cesare Martinengo, compositore italiano
- 18 luglio - Hipacy Pociej, arcivescovo cattolico, teologo e scrittore polacco (n. 1541)
- 30 luglio - Enrico Giulio di Brunswick-Lüneburg, vescovo luterano tedesco (n. 1564)

### Agosto
- 1º agosto - Francesco Grimaldi, architetto e religioso italiano (n. 1543)
- 8 agosto - Alessandro Borghi, vescovo cattolico italiano (n. 1559)
- 10 agosto - Sallustio Tarugi, arcivescovo cattolico italiano
- 18 agosto - Giovanni Maria Artusi, compositore e teorico musicale italiano (n. 1540)

### Settembre
- 8 settembre - Carlo Gesualdo, compositore italiano (n. 1566)
- 11 settembre - Clelia Farnese, nobildonna italiana (n. 1556)
- 15 settembre - Thomas Overbury, poeta e saggista inglese (n. 1581)

### Ottobre
- 8 ottobre - Sebastián de Covarrubias, lessicografo, crittografo e presbitero spagnolo (n. 1539)
- 9 ottobre - Asano Yoshinaga, militare giapponese (n. 1576)
- 26 ottobre - Johann Bauhin, botanico e medico svizzero (n. 1541)

### Novembre
- 1º novembre - Flaminio Piatti, cardinale italiano (n. 1552)
- 6 novembre - Martin Ruzé de Beaulieu, politico francese (n. 1526)
- 9 novembre - Ōkubo Tadasuke, militare giapponese (n. 1537)
- 23 novembre - Charles Philippe de Croÿ, militare e politico olandese (n. 1549)

### Dicembre
- 6 dicembre - Angelo Guerra d'Anagni, pittore italiano (n. 1537)
- 6 dicembre - Anton Praetorius, religioso e scrittore tedesco (n. 1560)
- 7 dicembre - Simone VI di Lippe, nobile tedesco (n. 1554)
- 29 dicembre - Traiano Boccalini, scrittore italiano (n. 1556)
- 30 dicembre - Lucrezio Gravisi, militare e mercenario italiano (n. 1558)

### Senza giorno specificato
- Abu Faris Abd Allah, sultano marocchino
- Izumo no Okuni, attrice teatrale e ballerina giapponese
- Muhammad al-Shaykh al-Ma'mun, sultano marocchino
- Durante Alberti, pittore italiano
- Giovanni Battista Caccini, scultore e architetto italiano (n. 1556)
- Giovan Battista Cavagna, architetto, ingegnere e pittore italiano
- Henry Constable, poeta inglese (n. 1562)
- Cesare Corte, pittore e architetto italiano (n. 1550)
- Simone De Magistris, pittore e scultore italiano
- Pietro Delitala, poeta italiano
- Giovanni Francesco Fiammelli, matematico e ingegnere militare italiano (n. 1565)
- Giovanni Agostino Giustiniani Campi, doge (n. 1538)
- Pietro Granetto, avvocato e scrittore francese
- Willem Hessels van Hest, teologo olandese (n. 1542)
- Angelo Ingegneri, poeta italiano (n. 1550)
- Kani Saizō, militare giapponese (n. 1554)
- Beatrice Michiel, nobildonna italiana (n. 1553)
- Giannantonio Orsini, nobile italiano (n. 1569)
- Flaminio Ponzio, architetto italiano (n. 1560)
- Serafino Razzi, scrittore italiano (n. 1531)
- Ventura Salimbeni, pittore e incisore italiano (n. 1568)
- Antonio Santucci, astronomo e scienziato italiano (n. 1550)
- Ivan Susanin, patriota russo
- Belisario Vinta, politico italiano (n. 1542)
- Filipe de Brito e Nicote, avventuriero e mercenario portoghese (n. 1566)

## Calendario
| Calendario 1613 | Calendario 1613 | Calendario 1613 | Calendario 1613 | Calendario 1613 | Calendario 1613 | Calendario 1613 | Calendario 1613 | Calendario 1613 | Calendario 1613 | Calendario 1613 | Calendario 1613 | Calendario 1613 | Calendario 1613 | Calendario 1613 | Calendario 1613 | Calendario 1613 | Calendario 1613 | Calendario 1613 | Calendario 1613 | Calendario 1613 | Calendario 1613 | Calendario 1613 | Calendario 1613 | Calendario 1613 | Calendario 1613 | Calendario 1613 | Calendario 1613 | Calendario 1613 | Calendario 1613 | Calendario 1613 | Calendario 1613 | Calendario 1613 |
| --------------- | --------------- | --------------- | --------------- | --------------- | --------------- | --------------- | --------------- | --------------- | --------------- | --------------- | --------------- | --------------- | --------------- | --------------- | --------------- | --------------- | --------------- | --------------- | --------------- | --------------- | --------------- | --------------- | --------------- | --------------- | --------------- | --------------- | --------------- | --------------- | --------------- | --------------- | --------------- | --------------- |
|                 | 1               | 2               | 3               | 4               | 5               | 6               | 7               | 8               | 9               | 10              | 11              | 12              | 13              | 14              | 15              | 16              | 17              | 18              | 19              | 20              | 21              | 22              | 23              | 24              | 25              | 26              | 27              | 28              | 29              | 30              | 31              |                 |
| Gennaio         | Ma              | Me              | Gi              | Ve              | Sa              | Do              | Lu              | Ma              | Me              | Gi              | Ve              | Sa              | Do              | Lu              | Ma              | Me              | Gi              | Ve              | Sa              | Do              | Lu              | Ma              | Me              | Gi              | Ve              | Sa              | Do              | Lu              | Ma              | Me              | Gi              |                 |
| Febbraio        | Ve              | Sa              | Do              | Lu              | Ma              | Me              | Gi              | Ve              | Sa              | Do              | Lu              | Ma              | Me              | Gi              | Ve              | Sa              | Do              | Lu              | Ma              | Me              | Gi              | Ve              | Sa              | Do              | Lu              | Ma              | Me              | Gi              |                 |                 |                 |                 |
| Marzo           | Ve              | Sa              | Do              | Lu              | Ma              | Me              | Gi              | Ve              | Sa              | Do              | Lu              | Ma              | Me              | Gi              | Ve              | Sa              | Do              | Lu              | Ma              | Me              | Gi              | Ve              | Sa              | Do              | Lu              | Ma              | Me              | Gi              | Ve              | Sa              | Do              |                 |
| Aprile          | Lu              | Ma              | Me              | Gi              | Ve              | Sa              | Do              | Lu              | Ma              | Me              | Gi              | Ve              | Sa              | Do              | Lu              | Ma              | Me              | Gi              | Ve              | Sa              | Do              | Lu              | Ma              | Me              | Gi              | Ve              | Sa              | Do              | Lu              | Ma              |                 |                 |
| Maggio          | Me              | Gi              | Ve              | Sa              | Do              | Lu              | Ma              | Me              | Gi              | Ve              | Sa              | Do              | Lu              | Ma              | Me              | Gi              | Ve              | Sa              | Do              | Lu              | Ma              | Me              | Gi              | Ve              | Sa              | Do              | Lu              | Ma              | Me              | Gi              | Ve              |                 |
| Giugno          | Sa              | Do              | Lu              | Ma              | Me              | Gi              | Ve              | Sa              | Do              | Lu              | Ma              | Me              | Gi              | Ve              | Sa              | Do              | Lu              | Ma              | Me              | Gi              | Ve              | Sa              | Do              | Lu              | Ma              | Me              | Gi              | Ve              | Sa              | Do              |                 |                 |
| Luglio          | Lu              | Ma              | Me              | Gi              | Ve              | Sa              | Do              | Lu              | Ma              | Me              | Gi              | Ve              | Sa              | Do              | Lu              | Ma              | Me              | Gi              | Ve              | Sa              | Do              | Lu              | Ma              | Me              | Gi              | Ve              | Sa              | Do              | Lu              | Ma              | Me              |                 |
| Agosto          | Gi              | Ve              | Sa              | Do              | Lu              | Ma              | Me              | Gi              | Ve              | Sa              | Do              | Lu              | Ma              | Me              | Gi              | Ve              | Sa              | Do              | Lu              | Ma              | Me              | Gi              | Ve              | Sa              | Do              | Lu              | Ma              | Me              | Gi              | Ve              | Sa              |                 |
| Settembre       | Do              | Lu              | Ma              | Me              | Gi              | Ve              | Sa              | Do              | Lu              | Ma              | Me              | Gi              | Ve              | Sa              | Do              | Lu              | Ma              | Me              | Gi              | Ve              | Sa              | Do              | Lu              | Ma              | Me              | Gi              | Ve              | Sa              | Do              | Lu              |                 |                 |
| Ottobre         | Ma              | Me              | Gi              | Ve              | Sa              | Do              | Lu              | Ma              | Me              | Gi              | Ve              | Sa              | Do              | Lu              | Ma              | Me              | Gi              | Ve              | Sa              | Do              | Lu              | Ma              | Me              | Gi              | Ve              | Sa              | Do              | Lu              | Ma              | Me              | Gi              |                 |
| Novembre        | Ve              | Sa              | Do              | Lu              | Ma              | Me              | Gi              | Ve              | Sa              | Do              | Lu              | Ma              | Me              | Gi              | Ve              | Sa              | Do              | Lu              | Ma              | Me              | Gi              | Ve              | Sa              | Do              | Lu              | Ma              | Me              | Gi              | Ve              | Sa              |                 |                 |
| Dicembre        | Do              | Lu              | Ma              | Me              | Gi              | Ve              | Sa              | Do              | Lu              | Ma              | Me              | Gi              | Ve              | Sa              | Do              | Lu              | Ma              | Me              | Gi              | Ve              | Sa              | Do              | Lu              | Ma              | Me              | Gi              | Ve              | Sa              | Do              | Lu              | Ma              |                 |